# Кубок Словаччини з футболу 2020—2021
Кубок Словаччини з футболу 2020–2021 — 28-й розіграш кубкового футбольного турніру в Словаччині. Титул вдруге поспіль здобув Слован (Братислава).

## Календар
| Раунд        | Дата                        | Матчі | Клуби     |
| ------------ | --------------------------- | ----- | --------- |
| Перший раунд | 25 липня - 5 серпня 2020    | 101   | 229 → 128 |
| 1/64 фіналу  | 12 серпня - 16 вересня 2020 | 64    | 128 → 64  |
| 1/32 фіналу  | 15 вересня - 21 жовтня 2020 | 32    | 64 → 32   |
| 1/16 фіналу  | весна 2021                  | 16    | 32 → 16   |
| 1/8 фіналу   | 6-7 квітня 2021             | 8     | 16 → 8    |
| 1/4 фіналу   | 13-14 квітня 2021           | 4     | 8 → 4     |
| 1/2 фіналу   | 28 квітня - 5 травня 2021   | 4     | 4 → 2     |
| Фінал        | 19 травня 2021              | 1     | 2 → 1     |

## 1/8 фіналу
| Команда 1                    | Рахунок      | Команда 2                        |
| ---------------------------- | ------------ | -------------------------------- |
| 6 квітня 2021                |              |                                  |
| Спартак (Трнава)             | 0:1          | Тренчин                          |
| Кошиці (2)                   | 0:0 пен. 4:2 | Середь                           |
| Дукла (Банська Бистриця) (2) | 0:0 пен. 5:4 | Комарно (2)                      |
| Погроньє                     | 1:2          | Петржалка (2)                    |
| 7 квітня 2021                |              |                                  |
| ВіОн (Злате Моравце)         | 3:1          | МФК Скалиця (2)                  |
| Слован (Братислава)          | 1:0          | Татран (Ліптовський Мікулаш) (2) |
| Ружомберок                   | 1:3          | ДАК 1904 (Дунайська Стреда)      |
| Жиліна                       | 1:1 пен. 6:5 | Железярне (Подбрезова) (2)       |

## 1/4 фіналу
| Команда 1                    | Рахунок | Команда 2                   |
| ---------------------------- | ------- | --------------------------- |
| 13 квітня 2021               |         |                             |
| Кошиці (2)                   | 3:0     | Тренчин                     |
| ВіОн (Злате Моравце)         | 0:2     | Жиліна                      |
| 14 квітня 2021               |         |                             |
| Слован (Братислава)          | 5:1     | Петржалка (2)               |
| Дукла (Банська Бистриця) (2) | 3:2     | ДАК 1904 (Дунайська Стреда) |

## 1/2 фіналу
| Команда 1               | Заг. | Команда 2                    | 1-й матч | 2-й матч |
| ----------------------- | ---- | ---------------------------- | -------- | -------- |
| 28 квітня/4 травня 2021 |      |                              |          |          |
| Кошиці (2)              | 3:8  | Жиліна                       | 2:4      | 1:4      |
| 29 квітня/5 травня 2021 |      |                              |          |          |
| Слован (Братислава)     | 6:1  | Дукла (Банська Бистриця) (2) | 3:0      | 3:1      |

## Фінал
| 19 травня 2021 19:00 (EEST) |

| Жиліна     | 1:2 дч   | Слован (Братислава)    |
| ---------- | -------- | ---------------------- |
| Ківіор 30' | Протокол | Генті 61' Вайсс 105+4' |

| Національний футбольний стадіон, Братислава Глядачів: 0 Арбітр: Петер Кралович |